# Tonoshō
Tonoshō (土庄町, Tonoshō-chō) és una vila i municipi de la prefectura de Kagawa, a la mar interior de Seto, Japó i pertanyent al districte de Shōzu. Junt amb la vila de Shōdoshima, els dos municipis ocupen el territori de l'illa de Shōdo.

## Geografia
El municipi de Tonoshô compren la meitat nord de l'illa de Shōdo i l'illa de Te (Teshima) sencera, a la mar interior de Seto i pertanyents al districte de Shōzu, a la prefectura de Kagawa. El terme municipal de Tonoshô només limita al sud amb la vila de Shōdoshima.

## Història
El 15 de febrer de 1890, sota la nova llei de municipis, es funda el poble de Tonoshô, al districte de Shōzu. L'11 de febrer de 1898, el poble de Tonoshô esdevé vila i durant els anys 30 de l'era Showa, absorbeix petits pobles de l'illa incorporant-los al seu terme municipal.

## Demografia
| 1920   | 1930   | 1940   | 1950   | 1960   | 1970   | 1980   |
| ------ | ------ | ------ | ------ | ------ | ------ | ------ |
| 21.293 | 21.588 | 20.896 | 28.805 | 24.879 | 22.037 | 21.398 |
| 1990   | 2000   | 2010   | 2020   | 2030   | 2040   | 2050   |
| 20.191 | 17.711 | 15.124 | 12.924 | -      | -      | -      |

## Transport

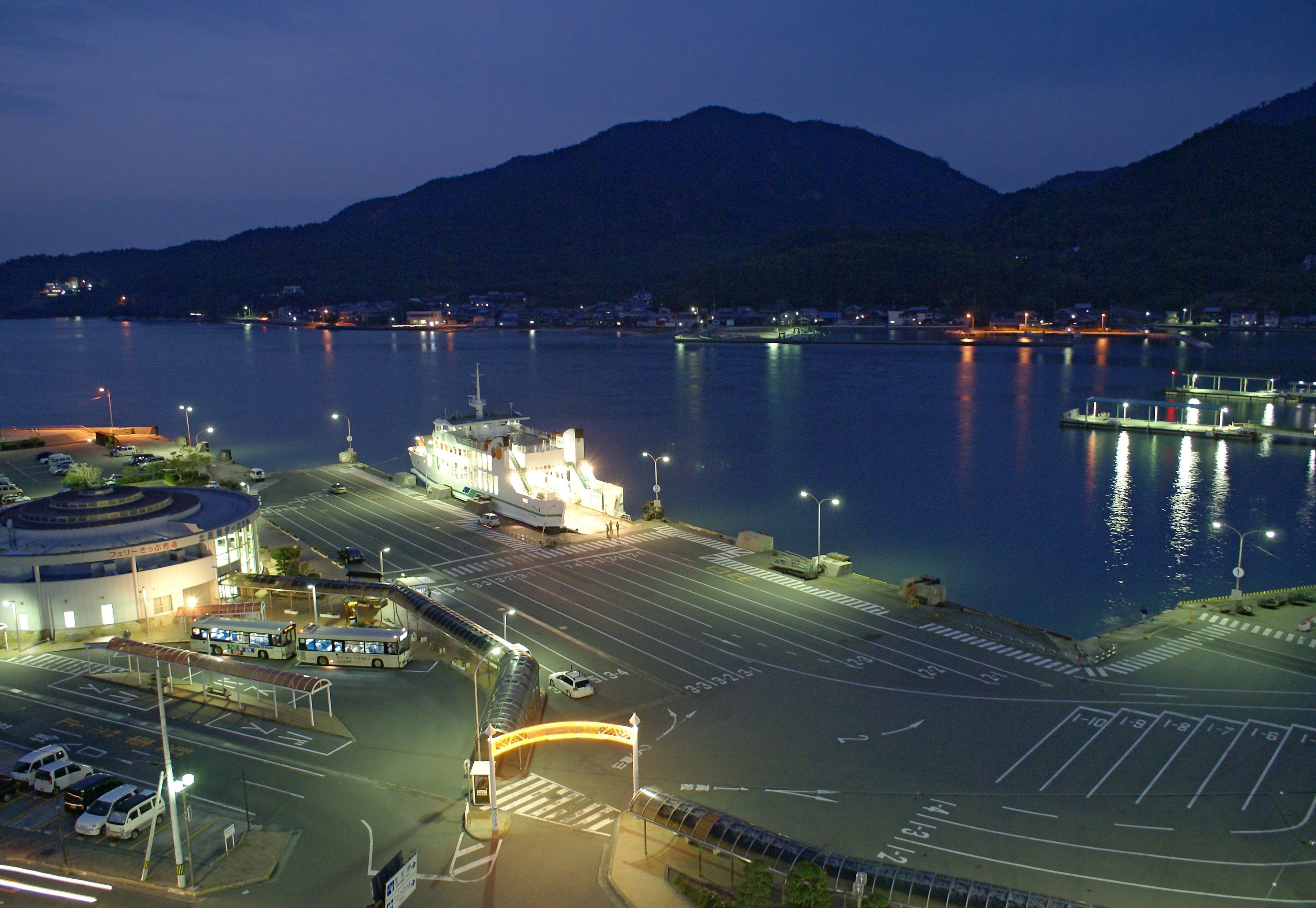
Port de Tonoshô

### Mar
- Shōdo: Port de Tonoshō (Takamatsu, Okayama, Tamano, Teshima); Port de Tonoshō oriental (Takamatsu, Shōdoshima); Port d'Obe (Bizen)
- Te: Port de Karato i port d'Ieura.

### Carretera
- Nacional 436
- Bus de l'illa.

## Agermanaments
- Tsuyama, prefectura d'Okayama, Japó. (7 d'abril de 1985)
- Milos, unitat perifèrica de Milos, Egeu Meridional, Grècia. (8 d'octubre de 1989)
- Nanto, prefectura de Toyama, Japó. (1 de juliol de 1995)
- Naniwa, prefectura d'Osaka, Japó. (28 de juliol de 2007)
- Unzen, prefectura de Nagasaki, Japó. (28 de juliol de 2017)